# Zentralstelle für jüdische Auswanderung in Wien

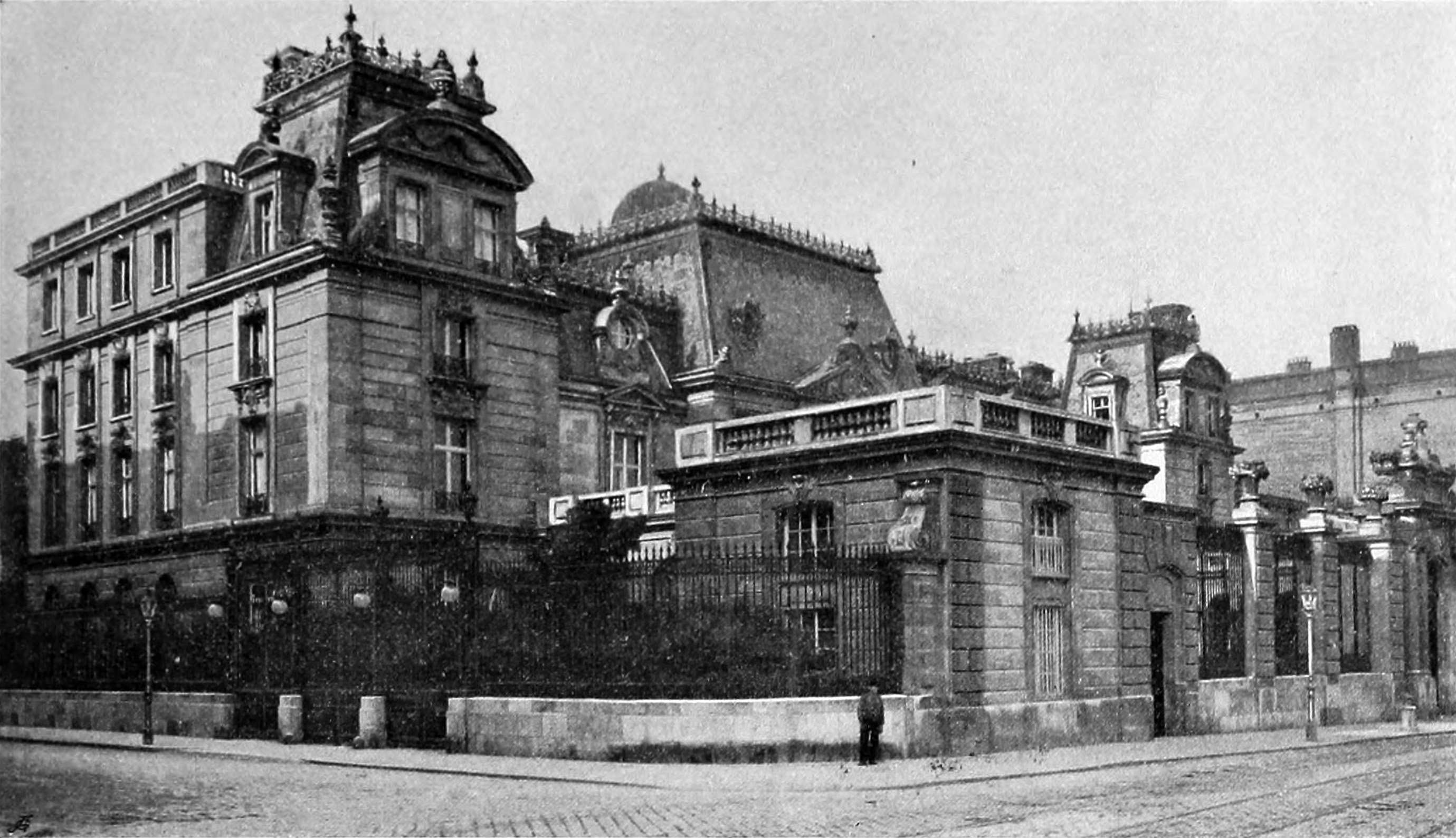
Das Palais Albert Rothschild im Jahr 1906

Die Zentralstelle für jüdische Auswanderung in Wien war eine SS-Dienststelle, die im August 1938 im beschlagnahmten Palais Albert Rothschild eingerichtet wurde, um die zwangsweise Emigration von österreichischen Juden zu beschleunigen und ab Oktober 1939 deren Deportationen zu organisieren und durchzuführen. Dabei wurden Fragen der Staatsbürgerschaft, des Ausländerrechts, der Devisen und Vermögensbesteuerung unter dieser Zielsetzung koordiniert. Sie war als einzige Behörde ermächtigt, ab sofort Ausreisegenehmigungen für Juden aus Österreich (1938–1941) zu erteilen. Sie galt als Muster für die Errichtung weiterer solcher „Auswanderungsstellen“, die zunehmend immer deutlicher Deportationsstellen wurden.

## Vorkriegszeit: Gründung und Tätigkeit

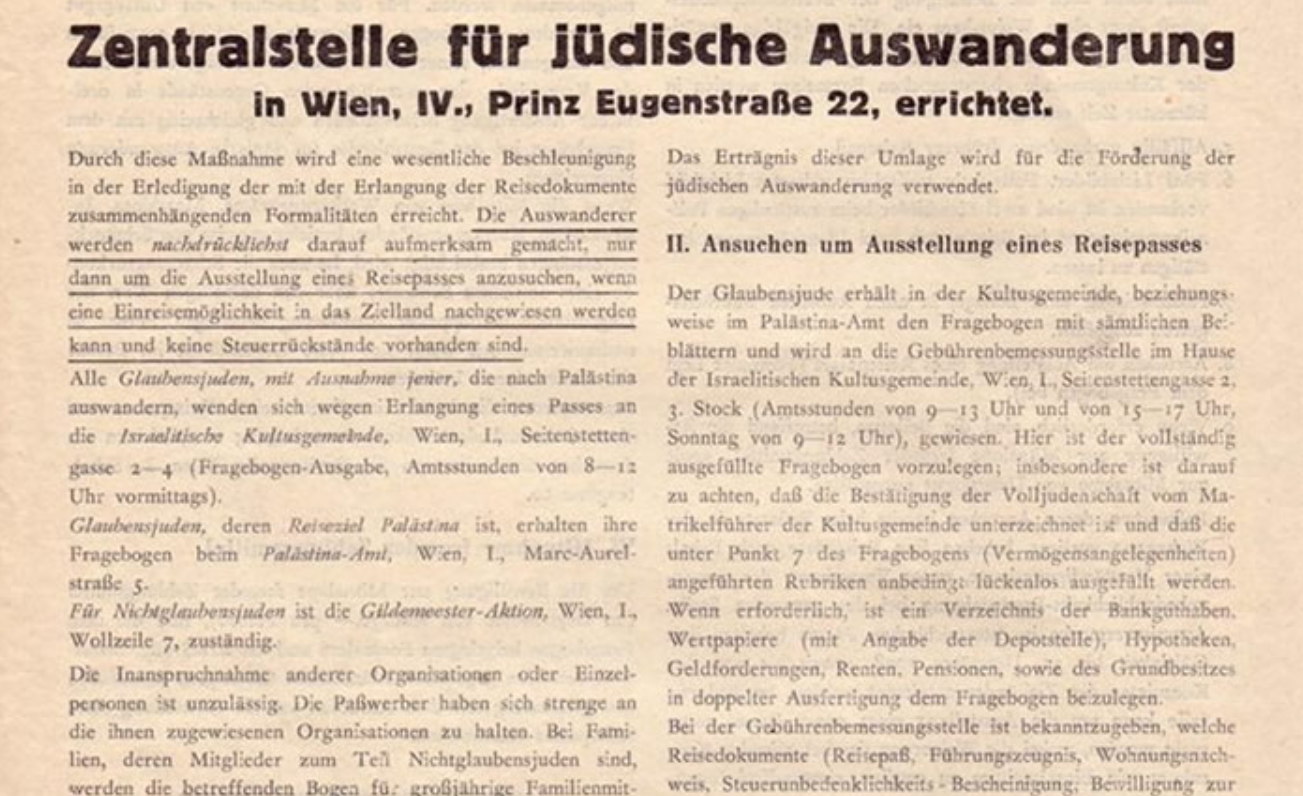
Zeitungsausschnitt Zentralstelle für jüdische Auswanderung in Wien

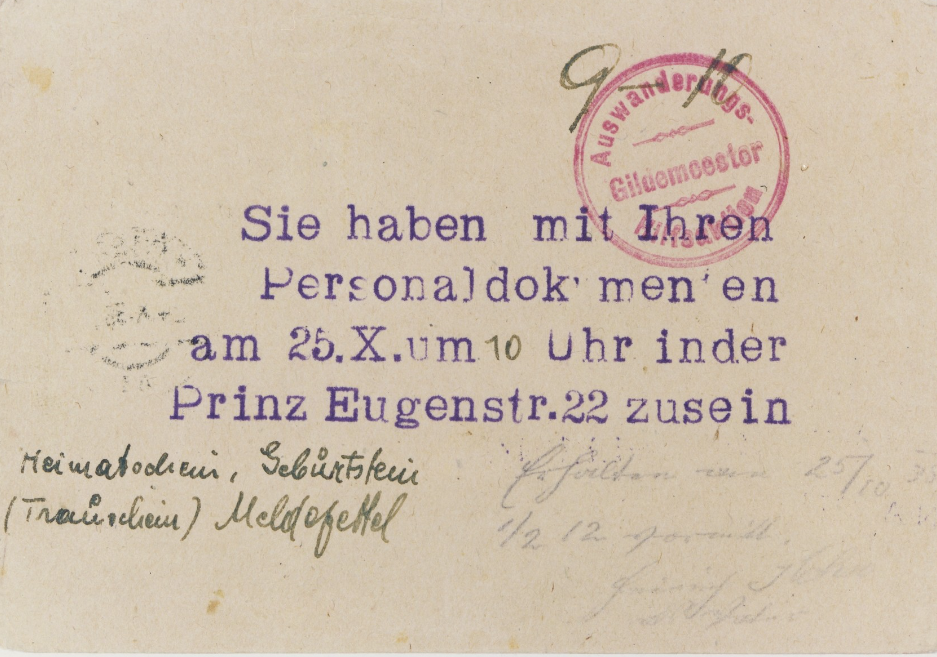
Postkarte der Gildemeester Auswanderungs-Hilfsaktion 1938

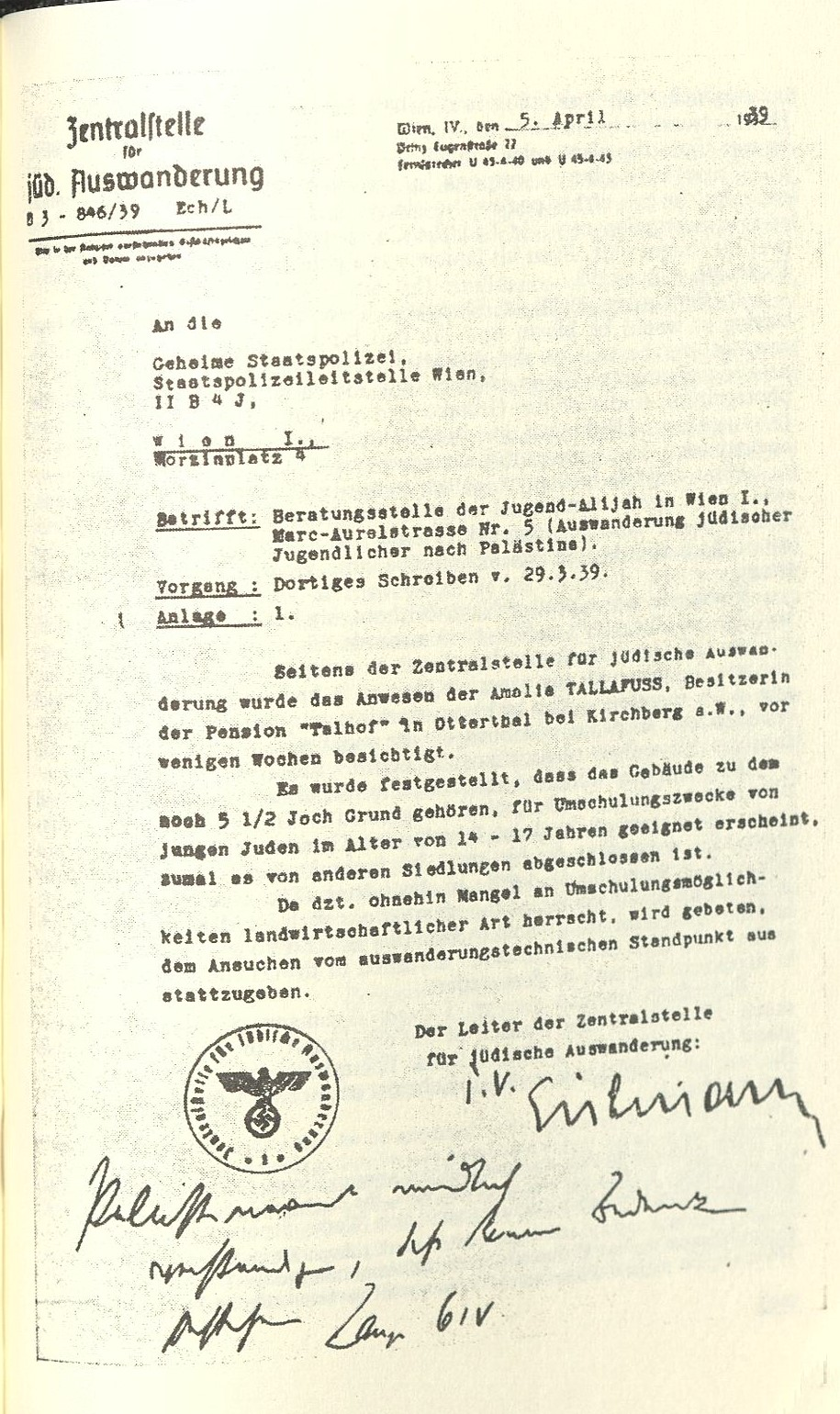
1939

Der aus Berlin nach Wien entsandte Leiter Adolf Eichmann und sein Mitarbeiter Alois Brunner legten Ausreisequoten fest, für deren Erfüllung die Israelitische Kultusgemeinde Wiens während der nationalsozialistischen Herrschaft von der NSDAP verantwortlich gemacht wurde. Offiziell war die Israelitische Kultusgemeinde von den Nationalsozialisten im März 1938 geschlossen und im Mai 1938 unter dem Namen „Jüdische Gemeinde Wien“ wiedereröffnet worden. Deren nun von den Nationalsozialisten eingesetzter Leiter war Josef Löwenherz; Leiter der „Auswanderungsabteilung der Kultusgemeinde“ wurde Benjamin Murmelstein; eine wichtige Rolle bei der Organisation übernahm Berthold Storfer. Diese Funktion der Israelitischen Kultusgemeinde Wiens bei der zwangsweisen Emigration wurde von der NSDAP später bei den durch sie eingesetzten „Judenräten“ vielerorts verwendet, um Strukturen der Opfergemeinschaft zu deren Vernichtung mit einzusetzen.
Im Sommer 1938 regten Löwenherz, Alois Rothenberg und Mitarbeiter der Jüdischen Gemeinde Wien bei Eichmann an, die bürokratischen Verwaltungsvorgänge für Auswanderungswillige zu vereinfachen. Der für das „angeschlossene“ Österreich zuständige Reichskommissar Josef Bürckel richtete daraufhin am 20. August 1938 die Zentralstelle für jüdische Auswanderung ein, die formell Walter Stahlecker unterstand, tatsächlich jedoch von Eichmann geleitet wurde. Später wurde Franz Josef Huber als Inspekteur der Sicherheitspolizei und des SD in den Reichsgauen Wien, Niederdonau und Oberdonau der offizielle Vorgesetzte der Zentralstelle für jüdische Auswanderung. Huber allerdings delegierte zahlreiche Aufgaben an seinen Stellvertreter Karl Ebner, der als die „graue Eminenz“ in der Wiener Gestapo galt. Die dokumentierten Weisungen an die Zentralstelle für jüdische Auswanderung tragen Ebners Unterschrift.
In der Zentralstelle waren alle wesentlichen Außendienststellen vertreten und erteilten dann „Unbedenklichkeitsbescheinigungen“, wenn keine Rückstände aus Mieten, Gebühren, Steuern oder Judenvermögensabgabe zu verzeichnen waren und die Reichsfluchtsteuer bezahlt war. Die Antragsteller wurden wie an einem Fließband abgefertigt, so dass „auswanderungswilige Juden in einem Zeitraum von acht bis vierzehn Tagen“ mit allen notwendigen Papieren ausgestattet waren. Eichmann rühmte sich, die Zahl der „zur Auswanderung gebrachten Juden“ auf täglich 350 gebracht zu haben; bis Ende September hätten 38.000 Juden Österreich legal verlassen. Reinhard Heydrich nannte am 12. November 1938 sogar die Zahl 45.000.
Die Kosten der zwangsweisen Emigration sollten von deren Opfer bezahlt werden. Die Jüdische Gemeinde Wien, die durch steigende Ausgaben für die „Auswanderungsunterstützung“ und karitative Aufgaben bei gleichzeitigem Rückgang der Einnahmen finanziell überfordert war, hatte sich schon zuvor mit Erlaubnis Eichmanns an Vertreter des Joint Distribution Committees gewandt und um Geld gebeten. Zudem gab es Zwangsabgaben wie eine nach Vermögen gestaffelte „Passumlage“, um damit mittellosen Juden die Ausreise zu ermöglichen. Vorrangiges Ziel war dabei ein möglichst umfassender Raub des jüdischen Vermögens im Rahmen der Arisierung. Die vermögenderen jüdischen Bürger erhielten mit der Aktion Gildemeester eine vermeintliche Vorzugsbehandlung. Es ging aber nicht um deren Bevorzugung, sondern um die legalisierte Form einer „Abschöpfung“ von Vermögenswerten durch den nationalsozialistischen Staat. 
Die Organisation und Effektivität der im Palais Albert Rothschild untergebrachten Wiener „Zentralstelle“ wurde innerhalb der SS kurz danach zum Vorbild für die Errichtung der deutschen „Reichszentrale für jüdische Auswanderung“ in Berlin. Auch zuletzt in Amsterdam entstand nach dem so genannten „Wiener Modell“ eine Zentralstelle für jüdische Auswanderung.

## Personal
Alois Brunner (auch Brunner I). Nachdem Adolf Eichmann im Sommer 1939 in Prag mit der Organisation der dortigen, nach Wiener Vorbild gestalteten Zentralstelle für jüdische Auswanderung beauftragt worden war, trat in Wien Alois Brunner an seine Stelle, übernahm aber erst im Januar 1941 auch offiziell die Leitung der Wiener Zentralstelle. Er organisierte als enger Mitarbeiter Adolf Eichmanns die Deportationen der Juden aus Griechenland, Frankreich, der Slowakei und Ungarn. Von 1942 bis 1943 arbeitete er in Berlin im sogenannten „Eichmann-Referat“. Vom Volksgericht Wien wurde im Jahr 1947 ein Verfahren gegen Alois Brunner eingeleitet, aber 1960 endgültig eingestellt, nachdem Brunner ab 1947 nicht mehr auffindbar war. Eine Liste der SS-Angehörigen der Zentralstelle ist nicht komplett überliefert, aber unter den 17 bis 20 Brunner unterstellten Steuer- und Kriminalbeamten waren die folgenden Mitglieder der SS:
- Franz Novak SS-Hauptsturmführer, war als enger Mitarbeiter Adolf Eichmanns zunächst in Wien in der Zentralstelle für jüdische Auswanderung tätig und koordinierte Transporte in die Vernichtungslager. Die Strafakte von Franz Novak, bestehend aus 17 Archivschachteln, befindet sich im Wiener Stadt- und Landesarchiv.
- Ernst Brückler SS-Unterscharführer (* 1921 Wien; † für tot erklärt vom Amtsgericht Bremerhaven mit Datum 31. Dezember 1944), fungierte in der Zentralstelle im Wachdienst und im Sammellager Kleine Sperlgasse 2a[11] in der Aufnahmekanzlei und beteiligte sich an schwersten Misshandlungen und Folterungen.
- Anton Brunner (auch Brunner II). Mitarbeiter der Zentralstelle in den Sammellagern für die berüchtigte Kommissionierungen zuständig, und damit traf er direkt die Entscheidung über Leben und Tod. Vom Volksgericht wurde Anton Brunner am 10. Mai 1946 zum Tod verurteilt.
- Karl Rahm war als enger Mitarbeiter Adolf Eichmanns zunächst in Wien und Prag in der Zentralstelle für jüdische Auswanderung tätig und wurde 1944 letzter Kommandant des Ghettos Theresienstadt. Rahm wurde am 30. April 1947 in Tschechien zum Tode verurteilt und gehenkt.
- Herbert Gerbing SS-Oberscharführer (* 20. Juni 1914 Mödling; † für tot erklärt vom Landesgericht für Zivilrechtssachen Wien mit Datum 22. Mai 1952). Er war im Sammellager Kleine Sperlgasse 2a in der Aufnahmekanzlei an schwersten Misshandlungen und Folterungen beteiligt.
- Ernst Girzick SS-Obersturmführer, fungierte in der Zentralstelle als Stellvertreter Alois Brunners, beteiligte sich im Sammellager Kleine Sperlgasse 2a an schwersten Misshandlungen und Folterungen der Gefangenen.
- Alfred Slawik SS-Oberscharführer, war als enger Mitarbeiter Adolf Eichmanns in der „Zentralstelle“ im Wachdienst tätig, begleitete die Deportationen nach Nisko. Nachfolger von Anton Zita als Kommandant des Umschulungslagers Sandhof, beteiligte sich an brutalen Aushebungen von Juden und an Misshandlungen im Sammellager Kleine Sperlgasse 2a.
- Franz Stuschka SS-Führer, als enger Mitarbeiter Adolf Eichmanns war er zunächst ab 1939 in Wien tätig und bald danach am Aufbau der Zentralstelle für jüdische Auswanderung in Prag beteiligt.
- Josef Weiszl, arbeitete in den Zentralstellen Wien und Prag, war Bewacher im Umschulungslager Doppl und zeigte sich im Sammellager Kleine Sperlgasse 2a äußerst brutal in der Aufnahmekanzlei, dabei kam es zu schwersten Misshandlungen und Folterungen.
- Anton Zita (* 1909 Göllersdorf; † Juni 1946 Gefängnis Prag-Pankrác)  Bewacher der Deportationen nach Nisko und im Umschulungslager Sandhof, Lagerkommandant im Sammellager Kleine Sperlgasse 2a, dabei kam es in der Aufnahmekanzlei zu schwersten Folterungen und Misshandlungen.[12]
- Anton Burger (1911–1991)
- Ferdinand Daurach (1912–unbekannt)
- Konrad Grossberger (SS-Obersturmführer) später Amsterdam.
- Richard Hartenberger (1911–1974)
- Erich Rajakowitsch (1905–1988), später Amsterdam.[13]

## Institutionen mit Zweigstellen in der Zentralstelle
- Polizei- und Justizbehörden (Kriminal-, Staats-, Devisen- und Wirtschaftspolizei, das Strafregister und die Staatsanwaltschaft sowie das Inspektorat für Prostitution, Mädchenhandel und Arbeitsscheue) zur Ausstellung des Führungszeugnisses
- Wanderungsamt / Passamt Bräunerstraße (die in bestimmten Fällen für die Passausstellung zuständige Polizeistelle)
- Zentralamt für soziale Abgaben
- Passausgabe
- Umlagekasse
- Vermögensverkehrsstelle
- Aktion Gildemeester, Gildemeester-Auswanderungs-Hilfsorganisation
- Israelitische Kultusgemeinde Wien
- Palästinaamt (zuständig für den Empfang und die Anleitung der Antragsteller)
- Zentralmeldeamt für den Wohnungsnachweis
- Reichspost
- Finanzamt und das Zentraltax- und Gebührenbemessungsamt für die Steuerunbedenklichkeitsbescheinigung
- Unter der Bezeichnung der „Devisenstelle“ das Dorotheum, das Marktamt, die Devisenstelle selbst, die Hausbeschau, eine Stelle für die Abgaben an die Deutsche Golddiskontbank (Dego), das Zolloberamt sowie das Bundesdenkmalamt
- Bemessungskontrolle zur Nachbemessung der Vorschreibungen von Israelitischer Kultusgemeinde und Aktion Gildemeester[12]

## Unterlagen die jüdische Bürger vorlegen mussten
- Einreisegenehmigungen der Aufnahmeländer
- Visa
- Nachweis der Zahlung der Passumlage
- Pässe
- Nachweis der Zahlung der Judenvermögensabgabe (JUVA)
- Nachweise über Bezahlung aller Steuern und Gebühren
- Steuerunbedenklichkeitsbescheinigung des Finanzamtes
- Nachweis der Zahlung der Reichsfluchtsteuer
- Nachweis der Zahlung der Sozialausgleichsabgabe
- Polizeiliches Führungszeugnis
- Umzugsgutgenehmigung für Möbel[12]

## Kriegszeit: Deportationen und Auflösung
In der Periode der forcierten Auswanderung wurde in der Wiener Zentralstelle „der amtliche Betrieb eingeübt, der dann bei der Deportation der Juden angewendet wurde“. Obwohl der Name der Organisation unverändert blieb, organisierte die Zentralstelle für jüdische Auswanderung die Deportation der österreichischen Juden von Wien aus und führte sie durch, beginnend Oktober 1939 mit den Transporten nach Nisko am San und dann im Februar und März 1941, als über 5.000 Wiener Juden in Ghettos in polnischen Kleinstädten wie Opole und Kielce verschleppt wurden. Als die Praxis der staatlichen Ausreisegenehmigungen mit einem Erlass vom 18. Oktober 1941 beendet wurde, in dem Heinrich Himmler reichsweit „Juden“ die Auswanderung zu genehmigen untersagte, beschleunigte die Zentralstelle die Deportationen weiter, bis Ende 1942 die „Judenfrage“ in Wien praktisch „gelöst“ war. Von den gemäß der Nürnberger Gesetze rund 206.000 Juden, die 1938 in Österreich gelebt hatten, waren nur noch knapp über 8.000 übrig. Das Personal der Zentralstelle für jüdische Auswanderung Wien war unmittelbar verantwortlich für die Deportation von mindestens 48.767 österreichischen Juden, die von Wien aus verschleppt und ermordet wurden.
Die Zentralstelle für jüdische Auswanderung in Wien bestand bis zu ihrer Schließung im März 1943 weiter. Spätere Deportationen von jüdischen Opfern wurden jedoch durch die Gestapo in Wien vorgenommen. Das Personal der Wiener Zentralstelle fand zum Teil in der Zentralstelle für jüdische Auswanderung in Prag eine erneute Anstellung.

## Nachkriegszeit: Strafverfolgung
Die Nachkriegslebensläufe der Mitarbeiter der Zentralstelle Wien unterscheiden sich sehr: Einige wurden zur Rechenschaft gezogen, jedoch bei Strafrahmen relativ milder Gefängnisstrafen (Ernst Girzick, Richard Hartenberger, Franz Novak, Alfred Slawik, Franz Stuschka, Josef Weiszl) mit Ausnahme der Todesstrafen für Anton Brunner, Adolf Eichmann und Karl Rahm. Ernst Brückler, Alois Brunner und Anton Burger sind jeder Rechenschaft entkommen, ihre Taten blieben in den Nachkriegsjahren ungesühnt. Verbleib und Nachkriegstätigkeit von Ferdinand Daurach, Herbert Gerbing und Anton Zita sind noch immer ungeklärt.

## Verbleib der Akten
Da die Zentralstelle für jüdische Auswanderung als „Dreh- und Angelpunkt jüdischen Lebens und Sterbens“ gelten muss, galten auch angesichts der Verbindung mit Eichmann zugehörige Akten als bedeutend, ohne dass deren Verbleib bekannt war. Am 24. März 2000 veröffentlichte die Berliner Recherchefirma „Facts & Files“ eine Presseerklärung, die erläuterte, dass der Berliner Privathistoriker und -archivar Jörg Rudolph eine Sammlung von „Eichmann-Akten“ in dem ehemaligen NS-Archiv des Ministeriums für Staatssicherheit der DDR, nun im Bundesarchiv Berlin, Zwischenarchiv Hoppegarten, ausfindig gemacht habe. Rudolph vermutete in der Presse, dieser Fund bestehe aus schätzungsweise „15.000 bis 20.000“ Akten, entsprechend etwa 100.000 Einzelblättern aus Eichmanns Zentralstelle für jüdische Auswanderung Wien. Dieser „Sensationsfund“ machte weltweit Zeitungsschlagzeilen zugunsten der Firma und wurde etwa auch von der Associated Press verbreitet. Im März 2001 stellte der Beauftragte der Bundesregierung für Kultur und Medien dem Bundesarchiv zur Aufarbeitung der Erschließungsrückstände bei diesen Akten Sondermittel in Höhe von insgesamt fünf Millionen DM zur Verfügung. Im Februar 2004 veröffentlichte das Bundesarchiv die Ergebnisse dazu:
„Die Pressemeldung des Jahres 2000, im „NS-Archiv“ seien vermutlich bis zu 20.000 „Eichmann-Akten“ zu finden, darf nun, nach Abschluss der Erschließungsarbeiten, endgültig ins Reich der Legenden verwiesen werden. Tatsächlich hatte das MfS [Ministerium für Staatssicherheit] unter dem Arbeitstitel „Aktion Eichmann“ eine kleine Sammlung von 20 Akten verschiedener Provenienzen, darunter SD-Hauptamt, Geheimes Staatspolizeiamt, SD Oberabschnitt Donau und Zentralstelle für jüdische Auswanderung, zusammengestellt. Daneben sind Personalunterlagen von Eichmann und ein Fahndungsaufruf der Vereinigung der Verfolgten des Naziregimes überliefert.“
Der vermeintliche Zentralbestand der „Eichmann-Akten“, dessen genaue Bundesarchiv-Signaturen Rudolph im Jahr 2000 vergeblich Wiener Historikern für 15.600 DM zu verkaufen sich anbot, bestand schließlich aus nur knapp 20 Akten. Zu dem gescheiterten Versuch, von letztlich fiktiven Holocaust-Dokumenten zu profitieren, sagte Eva Blimlinger von der Österreichischen Historikerkommission: „Es ist seltsam, dass öffentlich zugängliche Akten von Dritten angeboten werden.“
Der zentrale Aktenbestand der Zentralstelle für jüdische Auswanderung in Wien wurde wahrscheinlich bei Kriegsende mit anderen Materialien aus dem Reichssicherheitshauptamt im Ghetto Theresienstadt vernichtet. Da dieser zentrale Aktenbestand nicht mehr existiert bzw. noch nicht nachgewiesen ist, finden sich einschlägige Akten zur Rekonstruktion der Tätigkeiten der Zentralstelle Wien verstreut überliefert in verschiedensten Archiven und Beständen, etwa in Akten des Auswanderungsfonds im Dokumentationsarchiv des österreichischen Widerstandes (DÖW) und beim Magistrat der Stadt Wien. Fast die gesamte Überlieferung der Israelitischen Kultusgemeinde Wien wurde nach dem Krieg in die Central Archives for the History of the Jewish People in Jerusalem überführt. Zahlreiche Zeitgenossenzeugnisse zur Israelitischen Kultusgemeinde Wien wurden im Archiv des American Jewish Joint Distribution Committee gesammelt und geben vielleicht das genaueste Bild der prekären Situation der jüdischen Bevölkerung in Wien wieder. Der Verbleib des eigentlichen Aktenbestands der Zentralstelle für jüdische Auswanderung in Wien bleibt weiterhin ungeklärt.